# Eudonia struthias
Eudonia struthias là một loài bướm đêm trong họ Crambidae.